# 長野県道354号馬曲木島停車場線
長野県道354号馬曲木島停車場線（ながのけんどう354ごう まぐせきじまていしゃじょうせん）は、長野県下高井郡木島平村往郷の馬曲温泉と飯山市野坂田の長野電鉄河東線木島駅跡地を結ぶ一般県道。木島駅が廃止された後も路線名にその名を残している。

## 概要

### 路線データ
- 起点：下高井郡木島平村大字往郷字馬曲
- 終点：飯山市野坂田（旧長野電鉄河東線木島駅）

## 通過する自治体
- 下高井郡木島平村
- 飯山市

## 接続路線
- 長野県道451号七曲西原線
- 長野県道38号飯山野沢温泉線
- 国道403号